# プエルトリコにおけるコーヒー生産

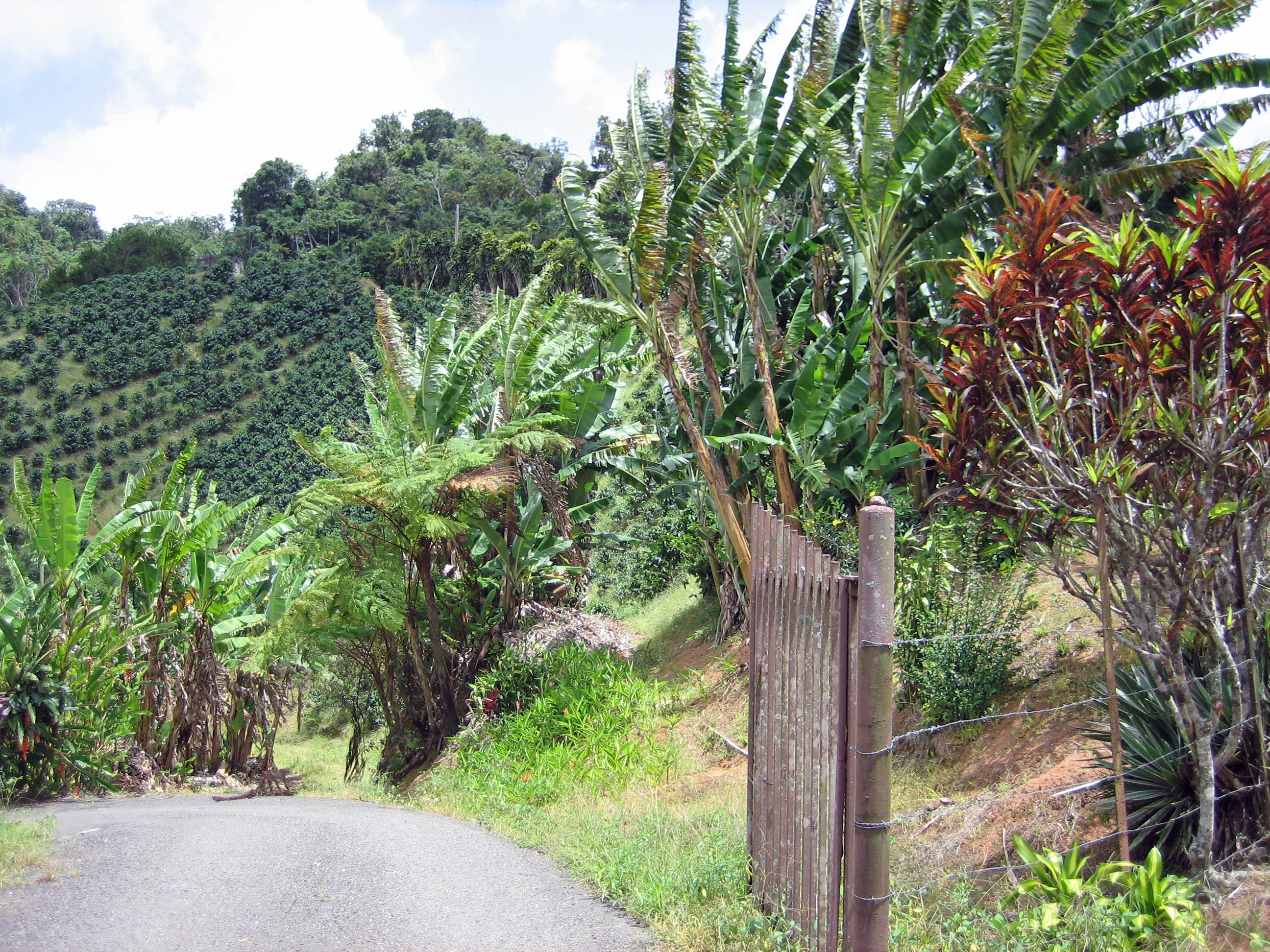
プエルトリコのコーヒープランテーション

プエルトリコにおけるコーヒー生産は、18世紀から今日に至るまで実に波乱に富んだ歴史をもつ。生産高はスペイン植民期に最盛期を迎えたが、アメリカ合衆国に併合された1898年には不振に陥った。近年、スペイン植民期の多くの伝統的なコーヒーアシエンダ制の復活とともに、グルメコーヒーの取引が急成長している。プエルトリコのコーヒーは滑らかで香りが良いのが特徴である。

## 歴史
プエルトリコに近くのマルティニーク島から主要な商品作物としてコーヒーが最初にもたらされた当初はプエルトリコ内で消費されていた。18世紀末には100万ポンド以上のコーヒーを生産するようになった。19世紀後半、コーヒー生産は最盛期を迎え世界第7位のコーヒー生産国となった。1898年以前においてはウトゥアドが最も有名な産地であった。プエルトリコのコーヒーが質量ともに急速な成長を遂げた背景には専門知識を持った欧州からの移民の貢献によるところが大きかった。
1898年に米国がプエルトリコを併合して以降、より商品的価値の高いサトウキビの生産に重点が置かれるようになるに従って、コーヒーの生産量は減少の一途を辿った。しかし、アシエンダ制が復活し、新たな土地もコーヒー生産に当てられるようになった現在、コーヒーの生産は復活を遂げている。栄養素が豊富な火山性の土壌をもつコルディジェラ・セントラルにある新しいコーヒー農園は高品質なグルメコーヒーの生産に貢献している。

## 生産
コーヒーの生産地域は標高2400-2780フィートのリンコンからオロコビスに続く中西部の山岳地域にかけてプエルトリコ全土に広がっている。最高地点が標高4390フィートに達するポンセのようにコーヒー生産の潜在性がある高山地域も存在する。主な生産地は中央北西部のサン・セバスティアン、ラレス、ラスマリアスといった自治体にある。近年、コーヒーの生産は、雲量や気候変動、生産費の高騰、政情不安による影響を受けている。人材不足により、コーヒーチェリーの半分は収穫されることがないまま放置されているとも報じられている。
アラビカ種が主力種であるほか、ブルボン種、ティピカ種、パーカス種、カティモール種も人気である。国内消費量は生産量の３分の1ほどである。ドミニカ共和国やメキシコからの輸入もなされている。しかし輸出されるコーヒーはごく僅かである。他の地元の品種にはヤウコ・セレクト、リオハ、ヤウコノ、カフェリコ、クレマ、アドフンタス、コクイ、アルトグランデ・スーパープレミアムがあり、地域ではアルトグランデ・スーパープレミアムが最も人気である。

## 脚註
1. 1 2 3 4 5  Barrier 2008, p. 249.
2. 1 2  Van Atten 2013, p. 26.
3. 1 2 3  Moldvaer 2014, p. 116.
4. ↑  Beisner & Hanson 2003, p. 519.
5. ↑  Perez 2004, p. 34.